# Гай Атілій Регул (консул 225 року до н. е.)
Гай Аті́лій Регу́л (лат. Gaius Atilius Regulus; ? — 225 до н. е.) — політичний та військовий діяч Римської республіки, консул 225 року до н. е.

## Життєпис
Походив з впливового плебейського роду Атіліїв. Син Марка Атілія Регула, консула 267 року до н. е., та Марції.
У 225 році до н. е. його було обрано консулом разом з Луцієм Емілієм Папом. Того часу почалося повстання на острові Сардинія проти римлян. Проти них з 2 легіонами виступив Гай Атілій, який незабаром придушив це повстання. Того ж року до римських володінь вдерлися гальські племена бойїв та інсумбрів. Тому консули рушили проти ворогів й зустрілися з бойями та інсумбрами під Теламоном в Етрурії. У запеклій битві римляни перемогли, але у битві загинув Гай Атілій Регул. 